# Prophyllocnistis
Prophyllocnistis is een geslacht van nachtvlinders uit de familie Gracillariidae, de mineermotten.
Het geslacht omvat één soort:
- Prophyllocnistis epidrimys Davis, 1994